# Donghaibroen
Donghaibroen (forenklet kinesisk: 东海大桥, traditionel kinesisk: 東海大橋, pinyin: Dōnghǎi Dàqiáo, direkte oversat: Østhavet Store Bro) var verdens længste bro over vand før Hangzhoubugtbroen åbnede i 2008. Den blev fuldført i december 2005, og har en total længde på 32,5 km. Broen kobler fastlandet ved Shanghai sammen med Yangshan Deepwater Port på en ø i Hangzhoubugten sydøst for Shanghai. Det meste af broen er en lavbro, men der er også skråstagsbroer for at give store skibe mulighed for at passere. Det største spændvidde er 420 m langt.